# کیریل تیتر
کیریل تیتر (استونیایی: Kirill Teiter; ۲۵ اوت ۱۹۵۲ – ۲۰ مهٔ ۲۰۲۲) روزنامه‌نگار، طنزنویس، سیاستمدار و نماینده سابق مجلس اهل استونی بود.